# علي عساكر
علي بن محمد بن حسين عساكر رجل دين شيعي، خطيب وأديب معاصر من مواليد مدينة الجفر إحدى مدن الأحساء شرق المملكة العربية السعودية عام 1386هـ وهو أخ الشاعر الأحسائي المعاصر جاسم عساكر

## التعليم النظامي والديني
درس في الأحساء مراحل دراسته الأولى ودراسته الدينية وبدأ بالعمل في القطاع الخاص ثم انتقل إلى العمل في القطاع الحكومي

## نشاطه الديني والاجتماعي
عساكر من الخطباء البارعين في المنطقة ويعتمد في خطاباته الأسلوب الحديث الأكاديمي في انتقاء المعلومة، وذكر المصادر وتخريج الأحاديث وإرجاعها إلى مصادرها.
وله دور اجتماعي وحضور بارز في المناسبات المختلفة ويمتاز بانتهاجه أسلوب التواصل المباشر القريب مع الجمهور من خلال الفيسبوك والمنتديات وكذلك قناته في اليوتيوب ليؤدي دوره الإرشادي الديني والاجتماعي ويوصل نتاجه الفكري بإسلوب حديث متواضع
شارك في الكثير من الفعاليات الثقافية والأنشطة الاجتماعية على مستوى مدينته ومنطقته وأشرف على العديد من المشاريع

## الحضور الإعلامي
لعساكر أثر مكتوب في جريدة اليوم منذ العام 1406هـ. وله الآن أثر مرئي مسموع في العديد من القنوات الفضائية
ومن البرامج التي أعدها وقدمها:
1. (برنامج إشراقات عقائدية) على قناة الأنوار الفضائية
2. (برنامج الأمل الموعود) على قناة المعارف الفضائية
3. (أبعاد القضية المهدوية)على قناة المعارف الفضائية

## نشاطه الفكري
ألف سامحته في ميادين مختلفة وعناوين كثيرة وقد سطر قلمه ما يقرب من الثلاثين كتابا، إضافة إلى البحوث والمقالات والدراسات النقدية، ومن نتاجه الفكري:
1. الحجاب ثوب العفة والطهارة 20/1/1410هـ
2. في رحاب آية التطهير 13/10 1413هـ
3. في رحاب الإمام الجواد 1415هـ
4. أثر الصلاة في حياة الإنسان 19/8/1417هـ
5. كلمة حول الإمامة 12/5/1418هـ
6. دروس من واقعة كربلاء 28/2/1419هـ
7. عقيلة الوحي السيدة زينب 19/7/1419هـ
8. قبسات من حياة الشيخ عبد الوهاب الغريري 1421هـ
9. العدل الإلهي وفلسفة الشر والابتلاء والخلود في النار 1422هـ
10. المتعة بين حكمة التشريع وسوء الاستغلال 7/9/1427هـ
11. ينابيع الفكر 3/3/1428هـ
12. مع ابن الأحساء في أسئلته 29/6/1428هـ
13. حق الله وحق النفس والأعضاء 1428هـ
14. الإمام المهدي في سين جيم 6/6/1429هـ
15. حوار في الدين والعقيدة.
16. قبس من نور علي.
17. أنوار الله في الكتاب والسنة 12/11/1408هـ
18. أضواء على كتاب مسألة التقريب بين أهل السنة والشيعة، للدكتور ناصر بن عبد الله القفاري1419هـ
19. الشيعة وتحريف القرآن
20. الخلافة بين النص والانتخاب.
21. من الذي خلق الله؟؟!!

وقد أشاد بنتاجه الفكري العديد من العلماء والمفكرين وعلى رأسهم كلاً من:
1. العلامة العراقي الشيخ الدكتور عبد الهادي الفضلي حيث قدم لخمسة من مؤلفاته هي: (في رحاب الإمام الجواد، وفي رحاب آية التطهير، وعقيلة الوحي السيدة زينب، ودروس من واقعة كربلاء وقبسات من حياة الشيخ عبد الوهاب الغريري)
2. وقدم سماحة العلامة الشيخ حسين العايش كتابه (كلمة حول الإمامة)

```
وكذلك قدم الشيخ العديد من الكتابات القصصية والروائية ومنها:
```

1. رحلة إلى شاطئ نصف القمر
2. جنون العاشقين.
3. أريدك زوجة لي.
4. ودارت الأيام.
5. حينما تشاء الأقدار.

## قصيدة قيلت في حقه
نظم أخوه جاسم عساكر قصيدة مطولة وعظيمة فيه بدأها بالأبيات التالية: